# برايان أندريه دويل
برايان أندريه دويل (بالإنجليزية: Brian Andre Doyle)‏ هو قاضي وسياسي زامبي، ولد في 10 مايو 1911 في ماولاميين في ميانمار، وتوفي في 30 أكتوبر 2004 في البرازيل. انتخب Justice Minister of Zambia ‏ وانتخب عضو الجمعية الوطنية في زامبيا.